# Lajos Gyökös
Lajos Gyökös (Debrecen, 4 de junio de 1980) es un deportista húngaro que compitió en piragüismo en la modalidad de aguas tranquilas. Ganó  una medalla de oro en el Campeonato Mundial de Piragüismo de 2006 y dos medallas de plata en el Campeonato Europeo de Piragüismo, en los años 2002 y 2007.

## Palmarés internacional
| Campeonato Mundial | Campeonato Mundial  | Campeonato Mundial | Campeonato Mundial |
| Año                | Lugar               | Medalla            | Competición        |
| ------------------ | ------------------- | ------------------ | ------------------ |
| 2006               | Szeged (Hungría)    | Medalla de oro     | K4 1000 m          |
| Campeonato Europeo |                     |                    |                    |
| Año                | Lugar               | Medalla            | Competición        |
| 2002               | Szeged (Hungría)    | Medalla de plata   | K4 500 m           |
| 2007               | Pontevedra (España) | Medalla de plata   | K4 1000 m          |